# Armoriale dei comuni della provincia di Parma

Stemma della Provincia di Parma

Questa pagina contiene le armi (stemmi e blasonature) dei comuni della provincia di Parma.
| Stemma | Comune e blasonatura | Gonfalone e/o bandiera |
| ------ | --- | ---------------------- |
|        | Albareto Partito semitroncato: il 1º bandato di rosso e d'argento; il 2º d'azzurro alla mezzaluna calante d'oro, posta in banda; il 3º campo di cielo, all'albero al naturale, sradicato. D.P.R. del 12 agosto 1957 Gonfalone: Drappo troncato di azzurro e di bianco… |                        |
|        | Bardi D'azzurro, all'albero con cane rivoltato e coricato al suo pedale dal pelame bruno; l'insieme sostenuto da un terreno arido, il tutto al naturale; il tronco dell'albero accollato da un breve svolazzante in fascia di rosso con la scritta FIDELITAS a caratteri maiuscoli d'oro. Gonfalone: Drappo di azzurro… |                        |
|        | Bedonia D'argento, alla colonna d'azzurro, sormontata da una corona all'antica dello stesso, accollata da un tralcio di edera di verde, fogliato di nove, quattro per parte ed una al centro della colonna, verso la base, con legenda ai lati di nero CONCORDIA RES PARVÆ CRESCVNT. Alla bordura composta d'oro e d'azzurro. D.P.C.M. del 3 settembre 1951 Gonfalone: Drappo di bianco… D.P.C.M. dell'8 settembre 1952 |                        |
|        | Berceto D'azzurro, alla catena di montagne nella quale è fondata una chiesa con campanile di stile gotico. Il tutto al naturale. Ornamenti esteriori di Comune. Gonfalone: Drappo di colore azzurro riccamente ornato di ricami d'argento e caricato dello stemma comunale: Le parti di metallo e i cordoni saranno argentati: L'asta verticale sarà ricoperta di velluto azzurro con bullette argentate poste a spirale. Cravatta e nastri tricolorati dai colori nazionali frangiati d'argento. R.D. del 7 febbraio 1938 |                        |
|        | Bore Campo di cielo, al monte su terrazzo di verde attraversato in banda da una strada selciata; il cantone sinistro del campo caricato da un aquilone uscente da una nube d'argento: il tutto al naturale. Gonfalone: drappo di azzurro… |                        |
|        | Borgo Val di Taro Campo di cielo, al castello di rosso, torricellato di due, merlato alla ghibellina, aperto e finestrato di nero, movente da un mare d'azzurro, ombrato d'argento, e sormontato da un giglio d'azzurro. D.C.G. del 9 luglio 1930 Gonfalone: Drappo di azzurro… |                        |
|        | Busseto Troncato: al primo d'oro, all'aquila di nero coronata d'oro; allo scudetto nel petto d'argento, alla croce d'azzurro; al secondo d'azzurro, all'albero di bosso al naturale. D.C.G. del 29 luglio 1933 Gonfalone: drappo di azzurro… |                        |
|        | Calestano Troncato: nel primo bandato d'azzurro e d'argento, nel secondo fasciato ondato d'oro e di rosso. R.D. del 24 febbraio 1927 Gonfalone: Drappo d'azzurro… |                        |
|        | Collecchio Di cielo a tre colli di verde uscenti dal fianco sinistro dello scudo limitanti uno specchio d'acqua al naturale; ad un'ombra di sole movente dal fianco destro dello scudo che è attraversato, in punta, dalla scritta “Colliculum”. Nel cantone sinistro del capo tre stelle d'oro disposte in fascia. Gonfalone: Drappo d'azzurro, riccamente ornato di ricami d'argento e caricato dello stemma sopra descritto con la iscrizione centrata in argento: Comune di Collecchio. |                        |
|        | Colorno Scudo ellittico partito: nel primo d'azzurro all'orno naturale nutrito da una campagna di verde attraversata in sbarra da un canale sinuoso turchino; nel secondo di rosso alla croce d'oro, circondato da un bordo d'argento con motto: ex ornis lurnus, ex hoc colurnus. Lo scudo schiaccia un drago o un basilisco alato ed è accollato a due rami di palma e timbrato da una corona nobiliare con i gigli della casa di Borbone. D.P.R. del 27 aprile 1964 Gonfalone: drappo partito di verde e di giallo… |                        |
|        | Compiano Stemma come da stemmario ufficiale dell'Emilia-Romagna: D'argento, a due rami di verde, l'uno di palma, l'altro di quercia, passati in croce di Sant'Andrea e legati da un breve svolazzante in fascia di rosso con la scritta VIRTUS ET HONOS a caratteri maiuscoli di nero. Gonfalone: drappo di azzurro bordato di giallo… |                        |
|        | Corniglio Di azzurro, ai due ceri di rosso, infiammati al naturale, sostenuti da tondini di argento, sormontati da tre corone comitali, d'oro, con le perle al naturale, intrecciate, le corone laterali parzialmente celate da quella centrale, più grande. Gonfalone: Drappo partito di rosso e di bianco, riccamente ornato di ricami di argento e caricato dello stemma sopra descritto con l'iscrizione centrale in argento, recante la denominazione del Comune. D.P.R. del 16 novembre 1994 |                        |
|        | Felino Partito semitroncato: il primo, d'azzurro, alla torre d'oro, murata di nero, coperta di rosso, finestrata di sei, di nero, cinque in fascia sotto il tetto, una nel corpo della torre, chiusa dello stesso, fondata sulla pianura di verde; il secondo, cinque punti di argento equipollenti a quattro di rosso; il terzo, di rosso, alla banda scaccata d'argento e di azzurro di due file e di ventidue pezzi. Ornamenti esteriori da Comune. D.P.R. del 2 marzo 2007 Gonfalone: Drappo partito di rosso e di azzurro, riccamente ornato di ricami d'argento e caricato dallo stemma sopra descritto con la iscrizione centrata in argento, recante la denominazione del Comune. Le parti di metallo ed i cordoni saranno argentati. L'asta verticale sarà ricoperta di velluto dei colori del drappo, alternati, con bullette argentate poste a spirale. Nella freccia sarà rappresentato lo stemma del Comune e sul gambo inciso il nome. Cravatta con nastri tricolorati dai colori nazionali frangiati d'argento. |                        |
|        | Fidenza Partito: nel 1° d'oro all'aquila imperiale dimezzata movente dalla partizione; nel 2° di rosso alla croce d'argento dimezzata del braccio destro. Gonfalone: Drappo di rosso… |                        |
|        | Fontanellato Troncato: al primo di rosso, alla fontana a due zampilli d'acqua al naturale; al secondo d'argento, al castello torricellato di uno e fortificato al naturale, attraversato da una banda di rosso. Gonfalone: drappo partito di rosso e di bianco… |                        |
|        | Fontevivo D'argento con fonti o sorgenti di acque vive (Fons vivus). In alto a sinistra croce d'azzurro. Gonfalone: drappo partito di bianco e di azzurro… |                        |
|        | Fornovo di Taro D'argento, alla torre di rosso, munita di tre merli alla ghibellina, chiusa del secondo, finestrata di nero, lambita da acque d'azzurro, increspate d'argento; fiancato ritondato di rosso con il primo fianco carico di una lettera F, il secondo di una lettera N, ambedue a caratteri maiuscoli di nero; al capo dello scudo di rosso con l'aquila d'oro, coronata del medesimo. Gonfalone: drappo di azzurro, riccamente ornato da ricami d'oro e caricato dallo stemma sopra descritto con la iscrizione centrata in oro: Comune di Fornovo di Taro. I cordoni sono in oro. Cravatta con nastri tricolorati dei colori nazionali, frangiati d'oro. |                        |
|        | Langhirano Inquartato: al 1° e 4° scaccato di rosso e d'argento; al 2° e 3° d'azzurro al guinzaglio da cane con collare di cuoio attraversante in sbarra. Gonfalone: drappo inquartato di azzurro e di rosso… |                        |
|        | Lesignano de' Bagni Partito: al 1° d'azzurro, al leone d'argento, al 2° campo di cielo con campagna di verde in punta dello scudo, dalla quale zampillano tre fontane. Gonfalone: Drappo quadrangolare di un metro per due, di colore bianco, riccamente ornato e frangiato, caricato nel centro dello stemma, sormontato dall'iscrizione centrata dell'ente. |                        |
|        | Medesano Troncato semipartito. Nel primo d'azzurro alle tre torri d'argento merlate di tre alla guelfa, chiuse finestrate di due e murate di nero; nel secondo d'argento alla ruota raggiata di quattro e dentata di otto d'oro; il terzo d'azzurro al pino naturale di verde nodrito dalla campagna di verde. Ornamenti esteriori di Comune Gonfalone: Drappo partito di azzurro e di bianco… |                        |
|        | Mezzani Di verde, al ponte d'argento, a tre arcate attraversate da tre fiumi al naturale, caricate di due cornucopie d'oro, passanti in decusse, ricolme di frutti e foglie al naturale. D.R. del 3 luglio 1942 Gonfalone: drappo di verde… Gonfalone in uso: drappo di azzurro… |                        |
|        | Monchio delle Corti D'azzurro, al ponte di 13 merli, sovrastante a una campagna fiorita e spigata attraversata da un ramoscello d'argento. Gonfalone: Drappo di tessuto azzurro riccamente ornato di ricami d'argento, al centro del quale è collocato lo stemma del Comune. |                        |
|        | Montechiarugolo Inquartato: in 1 e 4 di rosso al toro balzante d'oro e in 2 e 3 d'argento al biscione verde coronato d'oro con un saraceno dello stesso tra le fauci, timbrato da una corona comitale d'oro gemmata. Gonfalone: drappo di azzurro… |                        |
|        | Neviano degli Arduini D'azzurro, alla torre aperta e finestrata di nero, merlata alla ghibellina e accompagnata da tre stelle d'oro poste una in capo e le altre ai lati. La torre si erge su una roccia fondata in una pianura erbosa, attraversata da due corsi d'acqua al naturale che dai lati dello scudo si congiungono alla punta dello stesso”. Ornamenti esteriori di Comune. Gonfalone: Drappo di colore azzurro riccamente ornato di ricami d'argento e caricato dello stemma comunale. R.D. del 2 gennaio 1939 |                        |
|        | Noceto Tagliato: il primo d'azzurro, alla torre di rosso merlata di quattro alla guelfa, finestrata dal campo; sulla partizione una sbarra d'oro; il 2° d'argento, all'albero di noce addestrato da un monte all'italiana di verde, fondato su campagna dello stesso. Gonfalone: drappo tagliato di bianco e di azzurro… |                        |
|        | Palanzano Di rosso al cavallo rivoltato, gualdrappato d'azzurro, passante su terrazzo di verde, montato da un cavaliere armato, tenente nella destra la spada e nella sinistra lo scudo. sormontato da tre stelle male ordinate; il tutto d'argento. Gonfalone: drappo di azzurro… |                        |
|        | Parma D'oro alla croce piana d'azzurro, patente sulle punte. Gonfalone: Drappo di tessuto giallo-oro di un metro per due, col margine inferiore bifido, caricato della croce piana d'azzurro; completato con una lista azzurra-blu riportata e modamata caricata della divisa AUREA PARMA" |                        |
|        | Pellegrino Parmense D'argento, al pellegrino passante sulla campagna erbosa, ed avviato verso una chiesa uscente dal fianco destro dello scudo, il tutto al naturale. Gonfalone: drappo partito di rosso, riccamente ornato di frange dorate e caricato dello stemma sopra descritto, con l'iscrizione centrata in oro - COMUNE PELLEGRINO PARMENSE - Le parti di metallo sono argentate e dorate mentre i cordoni sono dorati. L'asta verticale è argentata con freccia dorata. Cravatta e nastri tricolori nei colori nazionali frangiati di oro. |                        |
|        | Polesine Zibello |                        |
|        | Roccabianca D'azzurro, al castello d'argento, murato di nero, formato dalle due torri laterali di due palchi, chiuse di nero, finestrate nel palco superiore dello stesso, merlate di tre alla ghibellina nel palco superiore, il palco inferiore privo di merli, esse torri riunite dalla cortina di muro, chiusa di nero, priva di merli, sostenente la torre centrale, finestrata di nero, merlata di tre alla ghibellina, più alta e più larga del palco superiore delle torri laterali, esso castello fondato sulla campagna erbosa di verde. Ornamenti esteriori da Comune. Gonfalone: Drappo troncato di bianco e di azzurro, riccamente ornato di ricami d'argento e caricato dallo stemma sopra descritto con la iscrizione centrata in argento, recante la denominazione del Comune. D.P.R. del 2 ottobre 1995 |                        |
|        | Sala Baganza Partito, nel primo d'oro alla banda di rosso; nel secondo d'azzurro ai 9 gigli d'oro disposti 3,3,3. Stemma precedentemente in uso: partito, nel primo d'argento alla banda di rosso; nel secondo d'azzurro ai 9 gigli d'oro disposti 3,3,3. Gonfalone: drappo partito di azzurro e di giallo, riccamente ornato di ricami d'argento e caricato dallo stemma sopra descritto con la iscrizione centrata in argento, recante la denominazione del Comune. Le parti di metallo ed i cordoni saranno argentati. L'asta verticale sarà ricoperta di velluto azzurro con bullette argentate poste a spirale. Nella freccia sarà rappresentato lo stemma del Comune e sul gambo inciso il nome. Cravatta con nastri tricolorati dai colori nazionali frangiati d'argento. Gonfalone precedentemente in uso: drappo di azzurro, riccamente ornato di ricami d'argento e caricato dallo stemma sopra descritto con la iscrizione centrata in argento, recante la denominazione del Comune. Le parti di metallo ed i cordoni saranno argentati. L'asta verticale sarà ricoperta di velluto azzurro con bullette argentate poste a spirale. Nella freccia sarà rappresentato lo stemma del Comune e sul gambo inciso il nome. Cravatta con nastri tricolorati dai colori nazionali frangiati d'argento. |                        |
|        | Salsomaggiore Terme D'azzurro, al rogo fiammeggiante di rosso, movente dalla punta e dai fianchi dello scudo, divampante su tre quarti del campo e carico di una salamandra rivoltata di verde, illuminata d'argento, la testa volta a destra con corona fioronata d'oro. Gonfalone: Drappo di azzurro bordato di bianco… |                        |
|        | San Secondo Parmense Di colore azzurro a quattro lance d'argento poste in croce di Sant'Andrea, con le punte rivolte in alto e legate da un nastro di rosso. Ornamenti esteriori da Comune. D.P.C.M. del 2 dicembre 1955 Gonfalone: Drappo partito di bianco e azzurro, riccamente ornato di ricami d'argento e caricato dello stemma sopra descritto, con l'iscrizione centrata in argento -COMUNE DI SAN SECONDO PARMENSE-. Le parti di metallo ed i cordoni sono argentati. L'asta verticale è ricoperta di velluto dai colori del drappo alternati, con bullette argentate poste a spirale. Nella freccia viene rappresentato lo Stemma del Comune e sul gambo inciso il nome. Cravatta e nastri tricolori nei colori nazionali frangiati d'argento. D.P.C.M. del 2 dicembre 1955 |                        |
|        | Sissa Trecasali d'azzurro alla torre d'argento, murata di nero e fondata sulla campagna di rosso, all'aquila di nero,dal volo abbassato, coronata di cinque punte d'oro e poggiante tra i merli della torre. Elementi esteriori da Comune. D.Cons.Com. n. 43 del 16 ottobre 2014 Gonfalone: drappo partito d'azzurro e di bianco riccamente ornato di ricami d'argento e caricato del sopradescritto stemma sormontato dall'iscrizione centrata in argento “Comune di Sissa Trecasali”. Le parti di metallo e i cordoni saranno argentati. L'asta verticale sarà ricoperta da velluto dei colori azzurro e bianco, alternati, con bullette argentate poste a spirale. Nella freccia sarà rappresentato lo stemma del Comune e sul gambo inciso il nome. Cravatta e nastri tricolorati dei colori nazionali frangiati d'argento. |                        |
|        | Solignano D'azzurro, al torrione d'argento aperto di nero e merlato alla guelfa, fondato su cinque monti all'italiana di verde posti in fascia, poggianti sulla campagna erbosa di verde. Gonfalone: Drappo partito di bianco, riccamente ornato di ricami dorati e caricato dello stemma comunale, con l'iscrizione centrata in oro - COMUNE DI SOLIGNANO - Le parti di metallo ed i cordoni sono dorati. L'asta verticale è argentata con bullette dorate poste a spirale. La freccia è dorata. Cravatta e nastri tricolori nei colori nazionali frangiati d'oro. |                        |
|        | Soragna D'azzurro, accantonato da quattro torri d'argento, merlate alla guelfa, con una S d'oro in carattere romano posta nel cuore. Gonfalone: drappo di bianco… |                        |
|        | Sorbolo Partito: nel 1° di cielo al ponte rosso di due archi con guardiola coperta, murata di nero, movente da una casa dello stesso, posta a destra dello scudo e sormontata da una stella d'argento; nel 2° di rosso all'albero di sorbo al naturale, il tutto, su campagna erbosa di verde. Gonfalone: drappo di azzurro… |                        |
|        | Terenzo Semi-partito troncato con una fascia riportante il nome abbreviato di “Forum Druendi” sulla linea di troncatura. Nel primo campo del partito: d'azzurro al cavallo al naturale e guardante un sole d'oro orizzontale a destra con otto raggi d'oro acuti alternati ad altrettanti ondeggianti. Nel secondo campo del partito di rosso al leone d'oro. Nel campo inferiore un terrazzo verde sostenente una torre merlata di due alla ghibellina al naturale, campo di cielo. Gonfalone: drappo di azzurro… |                        |
|        | Tizzano Val Parma Gonfalone: Drappo di bianco… |                        |
|        | Tornolo Tagliato da una sbarra scaccata d'argento e di rosso di sei pezzi; il primo di rosso a tre spighe d'oro poste a ventaglio; il secondo d'azzurro a tre corone d'oro di tre punte visibili disposte 1.2 il tutto abbassato ad un capo dell'Impero che è d'oro caricato dell'aquila bicipite spiegata di nero coronata d'oro. Gonfalone: drappo di azzurro… D.P.R. del 2 novembre 1964 |                        |
|        | Torrile D'argento, al torrione circolare di rosso, merlato alla guelfa, aperto e finestrato del campo, dal basamento di pietra e fondato su campagna di verde al naturale. Gonfalone: Drappo di azzurro... |                        |
|        | Traversetolo Di rosso a tre fasce di verde cucite caricate del castello d'oro. Ornamenti esteriori di Comune. Gonfalone: drappo di rosso… Bandiera: Drappo trinciato di rosso e di verde, caricato dallo stemma comunale, attraversante. L'asta è ornata dalla cravatta con nastri tricolorati dai colori nazionali. |                        |
|        | Valmozzola D'azzurro, al castello di rosso merlato alla guelfa, chiuso di nero, fondato [su una campagna diminuita] di verde, sostenente sul cammino di ronda un leone rampante d'argento oltrepassante le torri. Ornamenti esteriori di Comune. Gonfalone: drappo di bianco… |                        |
|        | Varano de' Melegari Bandato d'oro e di rosso, di dieci pezzi, a due torri d'argento, munite di tre merli alla guelfa, finestrata di nero, fondate sul sommo di una rupe isolata d'argento, poste una nel cantone sinistro del capo, l'altra nel cantone destro della punta ed attraversanti sul tutto. Gonfalone: drappo di azzurro… |                        |
|        | Varsi D'argento al castello di rosso, torricellato di un pezzo del medesimo, aperto e finestrato del campo.Ornamenti esteriori da Comune Gonfalone: Drappo partito di rosso e di bianco, riccamente ornato di ricami d'argento e caricato dello stemma sopradescritto con la iscrizione centrale in argento: Comune di VARSI. D.P.R. dell'8 giugno 1971 |                        |

## Ex comuni
| Stemma                                                                                                  | Ex Comune e blasonatura | Gonfalone |
| --- | --- | --- |
| | Golese (dal 1943 annesso al comune di Parma) Semipartito-troncato: nel primo del partito d'azzurro al leone d'oro tenente nella zampa destra un bastone di comando dello stesso in guisa di scettro, nel secondo di celeste alla torre naturale merlata alla ghibellina finestrata del campo; nel troncato d'argento losangato di rosso di cinque pezzi. Timbrato da una corona comitale gemmata. | |
| | Polesine Parmense (dal 2016 soppresso per la costituzione del comune di Polesine Zibello) interzato in fascia: nel 1° d'azzurro, alla catena rocciosa al naturale, movente dal fianco destro e terminante, a sinistra, in un terreno di verde con radicati tre pioppi al naturale, posti l'uno accanto all'altro; fra la catena rocciosa emerge a mezzo busto e in maestà la figura di un mitico re di carnagione, crinito e barbuto d'argento, coronato d'oro, vestito di rosso con mantello d'azzurro, la mano destra posata sulla bocca di un'anfora lambente il terreno raggiungendo il fianco sinistro; nel 2° d'argento, al castello in raffigurazione naturalistica, le torri munite di tre merli alla guelfa, chiuso e finestrato di nero, fondato di verde, il cammino di ronda sostenente un'aquila dal piumaggio bruno al naturale e dal volo spiegato sopra le torri; nel 3° scaccato d'argento e di nero su tre file orizzontali, 4,4. Motto: Laesvs A Pado. Gonfalone: drappo partito di bianco e di azzurro… | |
| | San Lazzaro Parmense (dal 1943 annesso al comune di Parma) | |
| | San Pancrazio Parmense (dal 1943 annesso al comune di Parma) R.D. del 19 febbraio 1934, RR.LL.PP. dell'11 marzo 1935 | |
| Stemma attualmente in uso, ma diverso dalla concessione Stemma corrispondente alla descrizione araldica | Sissa (dal 2014 soppresso per la costituzione del comune di Sissa Trecasali) D'azzurro alla torre di argento murata di nero, all'aquila di nero, dal volo spiegato coronata di cinque punte d'oro, poggiante tra i merli della torre. Ornamenti esteriori da Comune. Gonfalone: Drappo partito d'azzurro e di bianco ornato di ricami d'argento e caricato dello stemma sopra descritto con l'iscrizione centrata in argento “COMUNE DI SISSA". | Gonfalone attualmente in uso, ma diverso dalla concessione Gonfalone corrispondente alla descrizione araldica |
| | Trecasali (dal 2014 soppresso per la costituzione del comune di Sissa Trecasali) D'azzurro all'aquila di nero con volo abbassato sulla campagna di rosso; col capo bandato d'argento e d'oro. Per inchiesta. Ornamenti esteriori di Comune. D.P.C.M. del 5 marzo 1959 Gonfalone: Drappo partito di azzurro e di bianco… | |
| | Vigatto (dal 1943 annesso al comune di Parma) Partito: nel primo d'argento alla croce d'azzurro, nel secondo di rosso al leone d'oro. Lo scudo è timbrato da una corona di conte. | |
| | Zibello (dal 2016 soppresso per la costituzione del comune di Polesine Zibello) D.P.R. del 16 aprile 1953 Gonfalone: drappo partito di bianco e di rosso… D.P.R. del 13 febbraio 1954 Bandiera: drappo di bianco con la bordatura di rosso, all'aquila bicipite di nero, rostrata d'oro, accollata dallo scudo scaccato d'argento e di rosso, di dodici pezzi e di quattro tiri, coronata con corona ducale; il tutto sormontato dalla scritta centrata in nero recante la denominazione del Comune. L'asta sarà ornata dalla cravatta con nastri tricolorati dai colori nazionali. D.P.R. del 12 gennaio 2007 | |